# Arena das Dunas
Az Arena das Dunas stadion egy többcélú sportlétesítmény Brazíliában, Natal városban. A stadion 2014. január 26-án nyitotta meg kapuit. A létesítmény többnyire futballmeccseknek ad otthont, többek közt a 2014-es labdarúgó-világbajnokságon rendezett meccseknek is. A stadion a 2011-ben lebontott Machadão stadion helyén épült fel.

## 2014-es labdarúgó-világbajnokság
| Dátum            | Idő (UTC-04) | Csapat #1   | Eredmény | Csapat #2        | Csoportkör | Nézőszám |
| ---------------- | ------------ | ----------- | -------- | ---------------- | ---------- | -------- |
| 2014. június 13. | 13:00        | Mexikó      | 1–0      | Kamerun          | A csoport  | 39 216   |
| 2014. június 16. | 19:00        | Ghána       | 1–2      | Egyesült Államok | G csoport  | 39 760   |
| 2014. június 19. | 19:00        | Japán       | 0–0      | Görögország      | C csoport  | 39 485   |
| 2014. június 24. | 13:00        | Olaszország | 0–1      | Uruguay          | D csoport  | 39 706   |